# Thalatha artificiosa
Thalatha artificiosa là một loài bướm đêm trong họ Noctuidae.